# Thomas Obliers

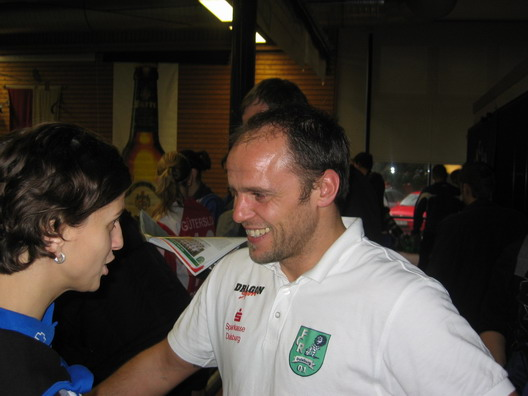
Thomas Obliers

Thomas Obliers (* 21. Oktober 1967) ist ein deutscher Fußballtrainer und ehemaliger Fußballspieler.

## Werdegang
Obliers war als Fußballer unter anderem für Hamborn 07 in der damals drittklassigen Oberliga Nordrhein aktiv.
Nach seiner aktiven Karriere trainierte er mehrere unterklassige Vereine. Nach Vermittlung der ehemaligen Nationalspielerin Martina Voss wurde Obliers zunächst Co-Trainer beim FCR 2001 Duisburg. Im Herbst 2006 trat Cheftrainer Dietmar Herhaus überraschend zurück und Obliers wurde zu seinem Nachfolger. Mit seiner Mannschaft wurde er 2007 Vizemeister. Im Pokal erreichte die Mannschaft das Finale, unterlag jedoch im Elfmeterschießen dem 1. FFC Frankfurt. – Am 10. Februar bat Obliers gemeinsam mit seinem Co-Trainer Patrick Jetten um sofortige Vertragsauflösung. Grund waren Differenzen um die geplante Einrichtung einer gesamtsportlichen Leitung im Verein.
Zur Saison 2008/09 übernahm Obliers die Frauenmannschaft der SG Wattenscheid 09, die in die 2. Bundesliga abgestiegen war. Nachdem die angepeilte sofortige Rückkehr in die Bundesliga in weite Ferne gerückt war und der Wattenscheider Vorstand den Trainer der Männermannschaft entlassen hatte, übernahm er im April 2009 zeitgleich auch die Männermannschaft der SG Wattenscheid 09 in der NRW-Liga. Ab der Saison 2009/10 trainierte Obliers die Mannschaft des Frauen-Bundesligisten SC 07 Bad Neuenahr. Am 23. März 2011 wurde er vom Cheftraineramt des Frauen-Bundesligisten SC 07 Bad Neuenahr entbunden.
Während der Frauen-WM 2011 war Obliers als Sportlicher Leiter bei der nigerianischen Frauenfußball-Nationalmannschaft beschäftigt.
Im Sommer 2012 wurde Obliers Trainer der Fußballerinnen von Bayer 04 Leverkusen. Sein Vertrag wurde im Frühjahr 2016 zuletzt verlängert.
Hauptberuflich arbeitete Obliers bis 2009 als Mess- und Regelmechaniker bei Thyssen-Krupp.